# (20039) 1992 WJ
(20039) 1992 WJ là một tiểu hành tinh vành đai chính. Nó được phát hiện bởi Seiji Ueda và Hiroshi Kaneda ở Kushiro, Hokkaidō, Nhật Bản, ngày 16 tháng 11 năm 1992.